# Наурзумский заповедник
Наурзу́мский госуда́рственный приро́дный запове́дник (каз. Наурызы́м мемлекетті́к табиғи́ қорығы́) был открыт Постановлением Совета Народных Комиссаров РСФСР № 826 от 30 июня 1931 года. В 1951 году заповедник был закрыт, но вновь восстановлен в 1966 году
Целью функционирования заповедника является сохранение в естественном состоянии типичных, редких и уникальных природных комплексов, животного и растительного мира степной зоны Северного Казахстана, их мониторинг и изучение.

## Зонирование
Территория Наурзумского заповедника состоит из трёх участков, располагающихся на расстоянии от 9 до 14 км друг от друга:
- Наурзум включает системы пресных и соленых озёр с окружающими их заливными злаковыми лугами и галофитными сообществами, а также уникальный Наурзумский бор, который расположен на крупнобугристых и грядово-бугристых эоловых песках[2], степную речку Аккансай, различные типы степей (разнотравно-песчаноковыльные, кустарниково-разнотравно-красноковыльные, типчаково-ковыльные, комплексные), склоны восточного борта ложбины с колковыми березняками и осинниками и участки плато.
- Сыпсын представляет мелколиственные колковые леса, сухие луга, разнотравно-песчаноковыльные, разнотравно-песчаноковыльно-красноковыльные степи, небольшие заболоченные озера и галофитные сообщества в пойме реки Наурзум-карасу.
- Терсек включает одноимённый колковый сосновый бор, склоновые варианты зональных типчаково-ковылковых степей, кустарниково-разнотравно-красноковыльные, типчаково-ковыльные степи и галофитные сообщества и их комплексы в долине реки Дана-Бике[1].

Общая площадь составляет 191 381 га в составе трёх участков — Наурзум (139 714 га), Терсек (12 947 га) и Сыпсын (38 720 га), объединённых и окруженных охранной зоной общей площадью 116 726,5 га. Заповедник расположен на территории Наурзумского и Аулиекольского районов Костанайской области, в 190 км к югу от Костаная.

## История
В рамках планов первой пятилетки было необходимо организовать крупный степной заповедник в азиатской части СССР. Специалистом по растительному покрову, профессором И. И. Спрыгиным был предложен район Наурзума. В 1929 году научная экспедиция подтвердила правильность выбора территории, а в 1930 году группа ученых под руководством профессора Ф. Ф. Шиллингера определила участки для организации на них Наурзумского заповедника.
30 июня 1931 года согласно Постановлению Совета Народных Комиссаров РСФСР № 826 были официально утверждены границы Нарузумского, а также Печоро-Илычского и Кавказского заповедников, согласно которым заповедник изначально включал в себя обширные участки целинных степей, озерные системы, осиново-березовые и сосновые леса на площади 250 тыс. га. В 1936 году у заповедника были изъяты восточные участки взамен обширного западного участка на плато с типчаково-ковылковыми степями и небольшим лесным массивом Белькарагай. В этих границах площадь заповедника увеличилась до 320 тыс. га, он состоял из двух крупных участков и в таком виде просуществовал до реорганизации заповедной системы 1951 года.
В 1951 году Наурзумский заповедник был ликвидирован, а на его базе организовали Наурзумский лесхоз. В 1959 году по предложению научных организаций было принято постановление Совета Министров Казахской ССР «О восстановлении Наурзумского государственного заповедника», но восстановлен он был только в 1966 году в виде четырёх участков площадью 85 000 га, куда вошли лесные массивы и Наурзумская система озёр.
В 1976 году к заповедному участку Терсек было присоединено 2000 га ковылковых степей с сурчиной колонией. В 1999—2004 годах был осуществлён новый этап расширения и обустройства границ заповедника. Согласно постановлению Правительства Республики Казахстан от 26 января 2004 года № 79 его территория увеличилась на 103 687 га.
В 2008 году Наурзумский и Коргалжынский заповедники в составе объекта «Сарыарка — Степи и озёра Северного Казахстана» были включены в список Всемирного наследия ЮНЕСКО.

## Рельеф
Район Наурзума характеризуется равнинным столово-ступенчатым рельефом, состоящим из нескольких геоморфологических уровней от поверхности плато с отметками 250—320 м до плоских равнин широкого (30-50 км) днища Тургайской ложбины, с максимальными отметками 120—125 м над уровнем моря. Денудационно-аккумулятивные супесчаные равнины плато в голоцене подверглись интенсивным эрозионным процессам, вынесенный материал сформировал в центральной части Тургайской ложбины массивы дюнно-бугристых эоловых песков, разделяющих систему озёр Сары-Моин, Жарколь и систему Аксуат. Ложа озёр выработаны в верхнеплейстоценовых полигенетических отложениях, выполняющих сквозную ложбину.

## Геология
В геоструктурном отношении Северо-Тургайской провинции соответствует Тургайский эпигерцинский прогиб. Отметки кровли палеозоя колеблются от 100 до 120—150 м и более, а мощность осадочного чехла в среднем не превышает первые сотни метров, постепенно нарастая от западных и восточных бортов прогиба к его осевой зоне. Резко увеличивается осадочная толща в погребенных грабенах фундамента, подобных, например, Наурзумскому, где разрезы мезокайнозоя достигают мощности 500—700 м и более. Платформенный чехол Тургайского прогиба сложен континентальными и морскими осадками от триаса до неогена и плейстоцена включительно. Особенно важным маркирующим горизонтом, который фиксируется по всей территории прогиба, являются отложения последней морской трансгрессии палеогена — соленосные горизонты чеганской свиты (верхний эоцен — нижний олигоцен). Выше них залегают исключительно континентальные слои, представленные песчано-глинистыми осадками олигоцена и миоцена, которые и участвуют в сложении столово-ступенчатого рельефа плато. Четвертичные отложения на междуречьях маломощны, редко превышают 5 — 7 м. Только в Тургайской ложбине их мощность возрастает до нескольких десятков метров.

## Почвы
Территория заповедника относится к Казахстанской сухостепной провинции тёмно-каштановых и каштановых почв. Однако для неё характерно значительное разнообразие почвенного покрова, выражающееся в различии почв по механическому составу, степени увлажнения и засоленности. На плоских водоразделах, окружающих Тургайскую ложбину, сформировались тёмно-каштановые суглинистые и тяжело-суглинистые почвы с широким распространением солонцовых почв в комплексе с солончаковатыми солонцами. На большей части современной территории заповедника, относящейся к геоморфологическому уровню денудационно- аккумулятивных супесчаных равнин, представлены тёмно-каштановые песчаные и супесчаные почвы. Под лесной растительностью в Наурзумском бору развиты дерново-боровые почвы. В Тургайской ложбине вокруг озёр системы Сарымоин и Аксуат преобладают лугово-каштановые и луговые почвы в комплексе с солончаками.

## Климат
Климат резко континентальный, характеризующийся высокими амплитудами зимних и летних температур. Средняя температура января минус 17-18°С, абсолютный минимум — минус 45,7 °C, средняя температура июля 24,2 °C, абсолютный максимум 41,6 °C. Средняя годовая температура воздуха составляет 2,4 °C, средний годовой безморозный период в районе Наурзума — 131 день (минимальная продолжительность 103 дня, максимальная — 154 дня). Зимние месяцы отличаются малой облачностью, выхолаживанием приземного слоя воздуха и сильными морозами. Атмосферные осадки зимнего периода крайне скудны. Устойчивый снежный покров устанавливается в конце ноября и разрушается в конце марта. Дней с метелью на широте Наурзума в среднем 19. Из-за сильных морозов и невысокого снежного покрова промерзание почвы идет на глубину более 1 м. Полное оттаивание почвы обычно происходит в последней декаде апреля. В теплое время года антициклональный режим ослабевает. За Урал проникают воздушные массы с Атлантики и циклоны с севера. Вместе с тем, непосредственному влиянию влажных воздушных масс атлантического происхождения препятствуют горы Урала, и нередко происходит приток континентального тропического воздуха с юга — из Средней Азии, сопровождаемый установлением особенно жаркой и сухой погоды, а также адвекцией теплых воздушных масс из Турана. Продолжительность солнечного сияния в степях Азии составляет 2000—2400 часов в год. Для региона характерны резкие колебания количества осадков по сезонам и годам. Среднегодовая сумма осадков составляет 233 мм, из них 30-40 % приходится на летние месяцы. Среднегодовая относительная влажность воздуха 70 %, но 38-90 дней, а иногда и более 100 дней, она снижается до 30 % и менее.

## Гидрография
Наурзумский заповедник располагается на широтном водоразделе между бассейнами рек Тобол на севере и Тургай на юге. Речная сеть представлена здесь лишь временными водотоками, имеющими сезонный — весенний сток и, преимущественно, широтное направление — со склонов плато в Тургайскую ложбину. Наиболее крупные реки восточного направления: Дана-Бике и Наурзум-карасу, протяженностью 58 и 85 км, имеют выраженные бассейны и выработанные в верхнем течении долины. Во время весеннего половодья русла этих рек наполняются водой, которая, достигая озёр, широко разливается в предъустьевой части, образуя мелководные лиманы. В нижнем течении в их руслах сохраняются постоянные плесы до 1 км длиной и до 20-25 м шириной. Ещё одна река-водоток Улькен-караелга течет с юго-запада. В среднем и нижнем течении все они характеризуются слабым уклоном и сравнительно небольшим врезом русел, а вблизи озерных котловин совершенно выполаживаются в обширных депрессиях.
Более крутые склоны восточного плато дренированы значительно сильнее. Через каждые 10-12 км их прорезают короткие в 10-15 км саи рек Моин, Аккансай, Куркуутал и других. В верховьях и при выходе в ложбину они представляют собой врезанные русла с цепочкой бочагов или небольших плесов. Предустьевые участки, вблизи озерных котловин, врезаны очень слабо, иногда обозначены лишь полосой кустарников или совершенно выполаживаются, и во время паводка вода широким фронтом разливается по пониженным участкам степи, так называемым бидаякам.
В Тургайской ложбине разбросано большое количество озёр, имеющих характер плоских блюдцеобразных котловин с глубинами, редко превышающими 2,5 — 3 м. Все они бессточные, сорово-дефляционного происхождения с материково-озерным режимом. Крупнейшие озера заповедника — система пресных озёр Аксуат и пресных и соленых озёр системы Сарымоин — в годы наполнения достигают площади зеркала 220 км² и 126 км² соответственно. Как и большинство бессточных озёр аридных и субаридных регионов они имеют многолетние циклы обводнения, которые следуют климатическим циклам увлажненности. Периоды высокого и среднего наполнения сменяются снижением уровня воды, иногда до полного обсыхания водоемов, и через некоторое время новым наполнением. Такой природный механизм останавливает и поворачивает вспять процессы засоления озерных котловин, заиления или зарастания жесткой надводной растительностью.
Основными источниками водоснабжения территории являются атмосферные осадки и грунтовые воды.

## Флора
Растительный мир заповедника включает 687 видов высших растений, что исключительно много для степной зоны. Сосновые леса Наурзумского бора являются реликтовыми, так как они сохранились в малоизменённом виде с третичного или начала четвертичного периода. Среди них 5 видов эндемиков, распространённых в Арало-Каспийском и Верхне-Тобольском флористических районах (берёза киргизская, астрагал Нины, астрагал Кустанайский, тимьян казахстанский, льнянка длинноплодная), а также 5 видов реликтовых: тонконог жестколистый, ковыль перистый, чий блестящий, кувшинка белая, селитрянка Шобера. Во флоре наблюдается присутствие элементов как северной бореальной, так и южной флоры. Из древних элементов болотно-лесной флоры найдены: телиптерис болотный, крапива двудомная, хмель обыкновенный, паслён горько-сладкий; бореальные виды, редкие для Северного Казахстана: хвощ зимний, осока двухтычинковая, пушица стройная, белозор болотный, черёмуха обыкновенная. Ряд плиоценовых видов включает иву пепельно-серую, иву пятитычинковую, сабельник, лабазник вязолистый, дербенник иволистый, шлемник обыкновенный, зюзник европейский. Два вида характерны для южных тугайных лесов: лох остроплодный и ломонос восточный. На южной границе ареала находятся: маттеукция страусоперовая, можжевельник обыкновенный, смородина каменная, астра альпийская, астра алтайская. К диким сородичам культурных растений относится 44 вида, в том числе 6 редких для этого региона: тимофеевка луговая, боярышник алтайский, земляника зелёная, клевер лупиновый, лён многолетний, лён бледноцветный, лох остроплодный. В Красную книгу Казахстана входит 5 видов: берёза киргизская, росянка круглолистная, наголоватка мугоджарская, тюльпан Шренка, тонконог жёстколистый. Всего особой охраны требуют 125 видов или 18 % флоры.

## Фауна
Фауна заповедника очень разнообразна и не изучена в полной мере до настоящего времени. Наиболее богата орнитофауна. В составе орнитофауны 282 вида, в том числе 158 гнездящиеся. В зональных степях наиболее типичны полевой и белокрылый жаворонки, чёрный жаворонок, полевой конёк, обыкновенная каменка, стрепет, степной лунь, кречетка, журавль-красавка, степной орёл. Для увлажненных участков вблизи озерных котловин, соров и в западинах с луговой растительностью и зарослями степных кустарников типичны жёлтая трясогузка, черноголовый чекан, бормотушка, сорокопут жулан, перепел, серая куропатка, луговой лунь, большой кроншнеп. На лесных участках обитают тетерев, большой пёстрый дятел, иволга, вяхирь, обыкновенная горлица, большая синица, лазоревка белая, обыкновенная горихвостка, лесной конёк, чёрный стриж и другие. Очень широко представлен отряд хищных (28 видов), из них 18 гнездится: орлы — беркут, могильник и степной; луни — степной, луговой и болотный; соколы — балобан, чеглок, дербник, обыкновенная и степная пустельги и кобчик; орлан-белохвост, обыкновенный канюк, курганник, чёрный коршун, ястребы — перепелятник и тетеревятник.
Наурзумские озёра с древних времён служили перевалочным пунктом на пути движения многих видов птиц, зимовавших в Иране, Индии, Средней Азии, по Тургайскому перелётному пути дальше на север, к местам гнездования. В годы наполнения Наурзумские озера являются районом массового гнездования водоплавающих и водно-болотных птиц. В зависимости от состояния обводненности численность изменяется в очень больших пределах. Оптимальные условия для гнездования создаются на второй — третий год после обводнения — с образованием обширных разливов и мелководий, развитием прибрежной растительности. Наиболее многочисленны лысуха, красноголовый нырок, серая утка, шилохвость, кряква, чирок-трескунок, широконоска. Массовыми гнездящимися видами являются поганки, в основном большая и серощёкая, в меньшем числе — черношейная. Среди чаек многочисленны озёрная, серебристая, сизая и малая. Обычны на гнездовании крачки: речная, белокрылая, чёрная, а также кулики: большой кроншнеп, большой веретенник, шилоклювка, ходулочник, чибис, травник, поручейник, степная тиркушка, изредка встречаются кулик сорока, малый зуёк. Среди голенастых гнездятся серая и большая белая цапли, большая выпь, волчок. С 1974 года в годы высокого обводнения гнездятся большие бакланы. В 1981-1996 годах происходила массовая инвазия южных видов, стали гнездиться большая белая цапля, с 1981 года — кудрявые, а с 1984 года — розовые пеликаны. Редкие птицы представлены 44 видами: 36 включены в Красную книгу Казахстана, 23 — в Международную.
Из 44 видов млекопитающих, зарегистрированных в заповеднике, постоянно обитают 42 вида (один — сайга приходила в период летних кочевок до 1994 года, дважды отмечена лесная куница). Из ценных охотничье-промысловых видов обычны лось, косуля, кабан и сурок; группа хищников включает волка, лисицу, корсака, рысь, степного хоря, горностая, ласку, в лесах и близ озёр многочисленны барсуки. В степях доминирующей группой являются грызуны: степной сурок-байбак, суслик песчаник, большой суслик, малый суслик, хомяк, степная мышовка, полевки, хомячки, а также: ушастый ёж, тушканчики, заяц русак, из хищников — степной хорёк, корсак, обыкновенная лисица, волк. В лесных массивах обитают лось, сибирская косуля, рысь, обыкновенная белка, обыкновенный ёж, широко распространены заяц беляк, барсук, горностай, ласка, отмечены лесная куница и енотовидная собака. На побережьях пресных озёр многочисленны мелкие грызуны: лесная мышь, узкочерепная полёвка, полёвка-экономка, встречаются мышь-малютка, бурозубки; в годы высокого обводнения на озёрах обычны водяная полевка и ондатра. Из пустынных видов на самом юге в районе озёр Сулы и Кулаголь отмечен приаральский толстохвостый тушканчик. По числу видов млекопитающие представляют 24,7 % от всей териофауны Казахстана.
Пресмыкающиеся и земноводные представлены 6 видами: 3 вида пресмыкающихся (степная гадюка, прыткая ящерица и разноцветная ящурка) и 3 вида земноводных (остромордая лягушка, чесночница и зелёная жаба).
Фауна рыб включает 10 видов. Наиболее распространенными и многочисленными являются хорошо приспособленные к циклическим колебаниям обводненности озёр золотой и серебряный караси, в некоторых озёрах встречается озерный гольян. В реках обитают также линь, окунь, щука, плотва. В годы высокой обводненности эти виды попадают и в озера. Последние 20 лет во многих водоемах района, в том числе созданных на водотоках, интродуцировались сазан, елец и пелядь, которые отмечались в озёрах заповедника после больших паводков.